# 여성적 글쓰기
여성적 글쓰기(I’Ecriture féminine)는 1970년대 프랑스 페미니즘의 흐름을 주도했던 엘렌 식수(Hélène Cixous)의 저서 《 메두사의 웃음》(Le Rire de la Méduse)에서 제시된 개념이다. 책의 서두에서 식수는 여성적 글쓰기를 선언하고 여성의 경험에 기반한 글쓰기를 통해 여성이 스스로를 표현하고 자율적인 주체성을 구성해야 한다고 주장한다.
기존의 언어 체계가 가지고 있는 남근중심적 특성에 대해 비판적으로 바라보며, 이러한 남근중심적 언어를 기반으로 한 기존의 글쓰기 역시 이미 남성 주체를 기준으로 구축되어 왔다고 보는 입장이다. 따라서 남성적 언어•사유구조 및 이항대립적 사고 등에 저항하며 억압된 여성의 경험과 글쓰기를 복원하려는 시도이다. 따라서 서구 철학의 역사에 뿌리깊은 남근 상징적•이성중심적 체계를 거부하고 '몸'에 집중하며 이항대립을 깨트리는 탈이분법적 글쓰기, 산포적•분열적•반복적이고 비결정적인 글쓰기 스타일로 대표된다.

## 비판
그러나 이러한 글쓰기 방법론에 대하여 '여성적'이라는 수식어가 가지고 있는 함의를 재생산하고, 여성적 글쓰기의 주체를 생물학적 의미에서의 여성으로만 환원하는 문제를 야기시킬 수 있다는 비판도 받는다. 하지만 여성적 글쓰기는 단순히 여성들이 쓰는 글쓰기 방식이나 문학적 글쓰기 방식에 한정되는 것이 아니라 다양한 예술 작품, 실천들 속에서 관습적 남성의 언어와 사고를 전복하는 모습들을 포괄한다. 즉 글쓰기 스타일에 국한된 것이 아닌 이론적 틀이자 하나의 대항담론으로 보다 포괄적으로 이해되기도 한다.
한국에서는 최윤과 오정희가 여성적 글쓰기 방식을 취한다고 평가된다.

## 관련된 글
- 여성적 글쓰기, 여성의 몸 http://blog.ohmynews.com/feminif/tag/여성적글쓰기%5B깨진+링크(과거+내용+찾기)%5D
- 엘렌 식수와 여성적 글쓰기 http://cafe.daum.net/_c21_/bbs_search_read?grpid=bD3h&fldid=91n&datanum=93

## 같이 보기
- 웹진 이프